# 스티브 가비
스티브 가비(영어: Steve Patrick Garvey, 1948년 12월 22일 ~ )는 전 미국 프로 야구 선수이다.
선수 생활 시절 깨끗한 이미지로 Mr.Clean이란 별명을 가지고 있다. 1974년 내셔널리그 최우수 선수상을 수상했으며, 10번의 올스타 선출과 내셔널리그 연속 출장 경기 기록(1,207)을 보유하고 있다.